# Economía del Líbano
La economía de Líbano, bien así su calidad de vida, ya fue de las más prósperas de todo el Oriente Medio. Sin embargo con la guerra civil libanesa entre 1975 y 1990, toda la economía del país fue afectada, la producción nacional fue cortada por la mitad y el país dejó de figurar como centro financiero regional.
Con el término del conflicto interno y la recuperación de la estabilidad política, el país se movilizó en la reconstrucción. Para realizarla, Líbano recibió de inmediato cerca de US$ 15 mil millones de países como Francia y Alemania y, actualmente, también de los Estados Unidos. Con la infraestructura reconstruida, la economía volvió a crecer con una de las más altas tasas del mundo, haciéndose un polo de crecimiento en la región. La capital, Beirut (llamada de "París del Oriente") volvió a ganar destaque en el escenario regional, acogiendo varios eventos.
El país volvió a ser llamado de "Suiza del Oriente" debido a las actividades financieras allí realizadas. La reconstrucción de monumentos e infraestructura ha atraído al turismo que crece cada año. Actualmente, Líbano volvió a tener uno de los más elevados patrones de vida de Oriente Medio.

## Comercio exterior

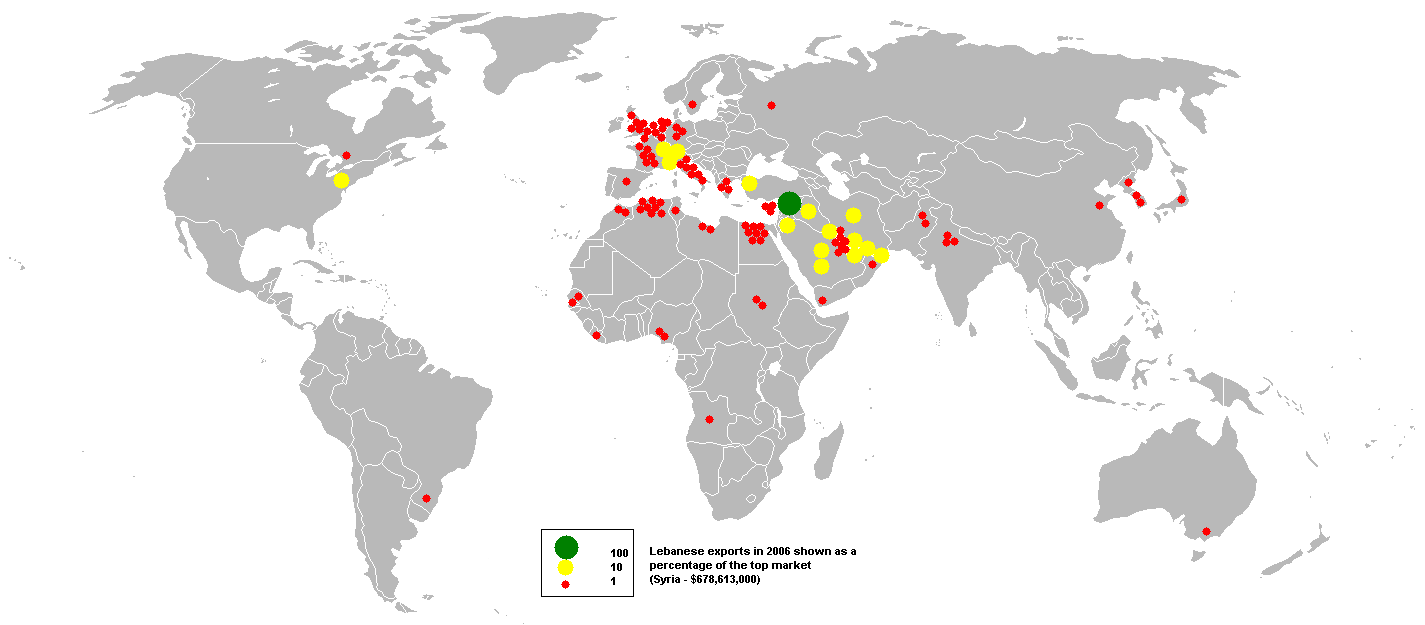
Exportaciones de Líbano el 2006.

Líbano tiene una economía de libre mercado, orientada a los servicios con fuerte tradición comercial de laissez-faire. Los principales sectores incluyen el turismo y los bancos. No hay restricciones gubernamentales al comercio exterior, a la movimentación de capitales o la inversión extranjera, y el secreto bancario es protegido,  poca protección a los derechos de propiedad intelectual. Hace poco tiempo el país adoptó una ley para combatir el lavado de dinero.
La agricultura es de tipo mediterráneo —viñas, olivos, trigo, cebada, frutas, hortalizas, remolacha y tabaco— y supone el 12% de su PIB. La ganadería y la pesca tienen poco peso y se han reducido los valiosos bosques de cedro. Posee industria textil y refinerías de petróleo. El sector servicios, con el comercio como principal actividad, genera el 67% del PIB. 
Líbano tiene una alta proporción de mano de obra cualificada, similar a la europea, lo que la convierte en la más alta entre los países árabes.

### Remesas del extranjero
Líbano se  beneficia de su grande, cohesa y emprendedora diáspora. Durante años, los emigrantes diseminaron las "redes comerciales" libanesas por todo el mundo. Como resultado, las remesas de dinero de libaneses en el extranjero para sus familias en el país llegan a US$ 8,2 mil millones, y representan 1/5 de la economía del país. Según análisis de Nassib Ghobril, del banco Byblos Bank, las remesas de libaneses residentes en el exterior aumentan la renta per cápita del país en 1 400 dólares anuales.